# マーストリヒト包囲戦 (1676年)
マーストリヒト包囲戦（マーストリヒトほういせん、オランダ語: Beleg van Maastricht）は仏蘭戦争中の1676年7月6日から8月27日にかけて行われた、オラニエ公ウィレム3世によるマーストリヒトの包囲戦。

## 背景
ランプヤール（災難の年）である1672年、イングランド王国はネーデルラント連邦共和国（オランダ）に宣戦布告、直後にフランス王国も宣戦布告した。オランダは洪水線を利用してフランス軍などの進軍を止めたが、国内ではヨハン・デ・ウィットとコルネリス・デ・ウィット兄弟の殺害、第一次無総督時代の終結などが起こった。その1年後のマーストリヒト包囲戦ではフランス王ルイ14世とセバスティアン・ル・プレストル・ド・ヴォーバン率いるフランス軍が重要な要塞都市マーストリヒトを2週間で落とした。
1673年の包囲の後、マーストリヒトはフランスに併合された。フランスのゴドフロワ・デストラード将軍がマーストリヒト総督に任命されたが、彼は不在がちであり、暫定総督のフアン・サルバドール・デ・カルボが代任を務めることが多かった。包囲戦の直後、トマ・ド・ショワジーはヴォーバンの計画に従って要塞の改良を開始した。1674年、イングランド、ミュンスター司教領、ケルン選帝侯領が相次いでオランダと講和、フランスだけが対オランダ戦争を継続した。1674年8月、スネッフの戦いでオラニエ公ウィレム3世率いるオランダと神聖ローマ帝国の連合軍がフランス軍とたたかったが決着しなかった。1675年6月、ルイ14世はマーストリヒトの防御工事を視察した。このときにはマーストリヒトがフランスによるスペイン領ネーデルラント侵攻の基地になっており、オランダとスペインの連合軍による攻撃が予想された。

## 包囲
1676年夏、ウィレム3世はフランスによるマーストリヒト占領を終わらそうとした。彼はスペイン領ネーデルラント総督兼フランドル軍指揮官のビジャエルモサ公爵の支持を受けた。7月3日にニヴェルで作戦会議が開かれた後、マーストリヒトへの進軍が開始された。
7月6日、オランダとスペインの連合軍はマーストリヒトに到着した。ビジャエルモサ公爵とオランダ軍の指揮官ゲオルク・フリードリヒ・フォン・ヴァルデックはフランドルとブラバント地方の都市を守備しつつ、フランス軍を足止めしてウィレム3世の後背を固めた。ウィレム3世率いる包囲軍はオランダとスペイン軍のほか、ジョン・フェンウィック率いるイングランド軍、そしてブランデンブルク選帝侯領とプファルツ＝ノイブルク公領の軍勢もいた。

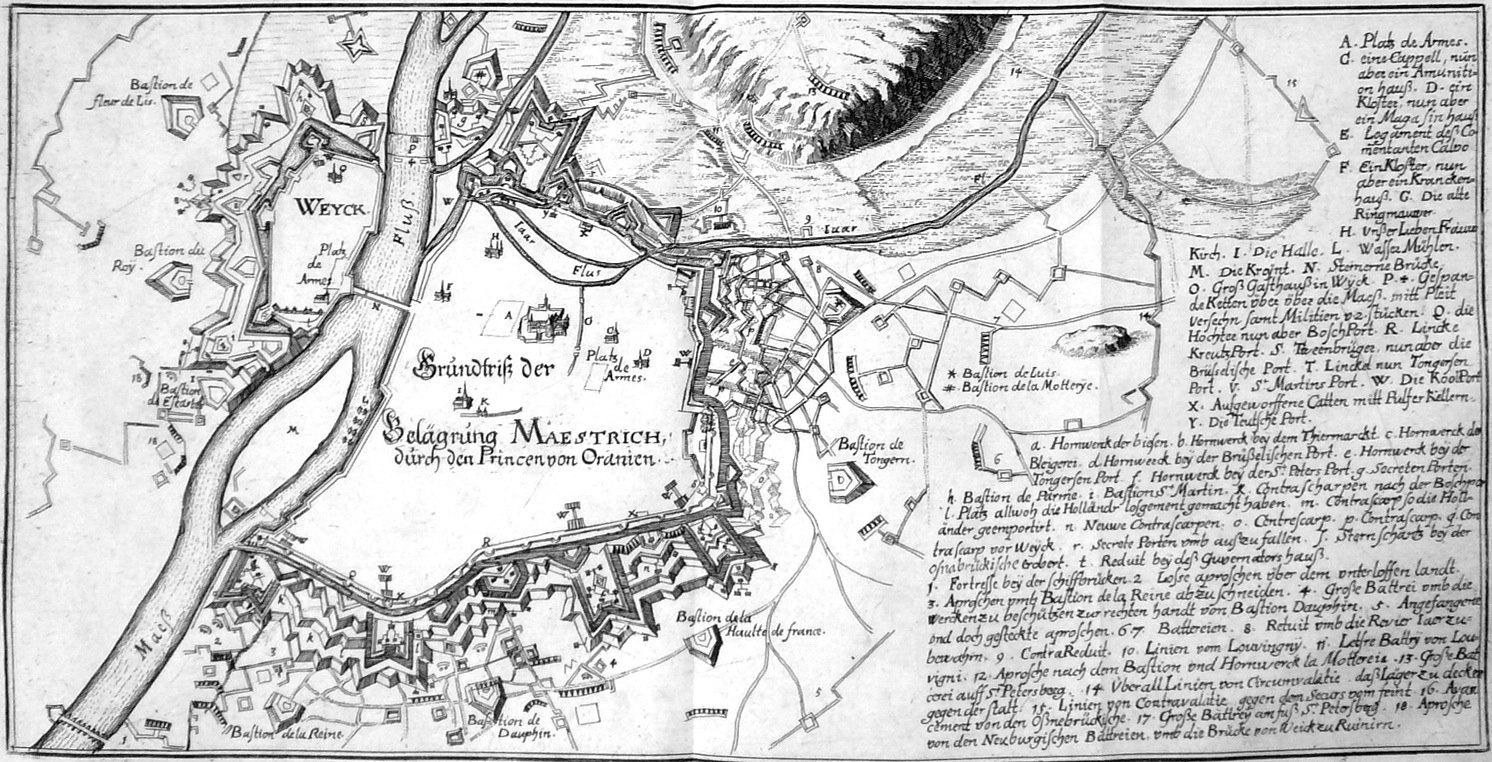
包囲戦の地図

しかし様々な理由により遅れが生じ、要塞への砲撃が始まるのは到着から2週間後の7月21日のことだった。ウィレム3世は要塞で最も脆弱とされた、北西部のボスヘ・フロンテンでボスポールト（Boschpoort）近くの場所に攻撃を集中した。8月初にル・ドーファン（Le Dauphin）という半月堡を占領したが、死傷者1,000人を出した。1週間後にはラ・レーヌ（La Reine）という角堡を攻撃したが失敗、カール・フローレンティン・ツー・ザルムが戦死した。
ルーヴィニ侯爵はウィック近郊で陽動攻撃をしつつ、南西部でイェーケル川とマース川の間にあるデ・コメン地区を攻撃した。デ・コメンの守備軍は近辺を浸水させたが、ルーヴィニ侯爵は水をマース川まで誘導することに成功した。
ナイメーヘンでは講和交渉が進んでいたが、マーストリヒト市長のゴドフロワ・デストラードによって遅延させられ、ナイメーヘンの和約が締結されるのは2年後のこととなる。ヴァルデック将軍はミュンスター司教クリストフ・ベルンハルト・フォン・ガーレンやブラウンシュヴァイク＝ヴォルフェンビュッテル公ルドルフ・アウグストを説得してウィレム3世を支持させるなどして、ホラント州の法律顧問ハスパール・ファーヘルにマーストリヒトに援軍を派遣する必要性を説こうとし、ファーヘルも同意したが彼はホラント州の説得に失敗した。
8月17日、ウィレム3世はフランスのマインハルト・フォン・ショーンベルク将軍からカルボへの手紙を奪うことに成功、フランスの救援軍が接近してくることを知った。この情報をウィレム3世から得たヴァルデックは翌日にマーストリヒトに向けて進軍した。8月21日、トンゲレンでオスナブリュック司教エルンスト・アウグスト、ルーヴィニ侯爵などオーストリアとスペインの指揮官たちが作戦会議を開いた。23日にはウィックへの攻撃が続いていたが、27日にフランスの救援軍が接近したため包囲を解かざるを得なかった。撤退の間にもフランス軍がマーストリヒトに補給を送ったり、残りの同盟軍が攻撃を続いたりしたが、結局両軍が決戦しないまま同盟軍が撤退した。
包囲の敗因は一部の文献では同盟軍の政府の指導力不足だとしたが、ほかの文献ではマーストリヒト住民でカトリック教徒の人々がフランス軍に協力したことと、同盟軍が援軍を派遣しなかったことだとした。また、マース川の水位が低かったため同盟軍による装備の輸送が困難だった。

## 影響

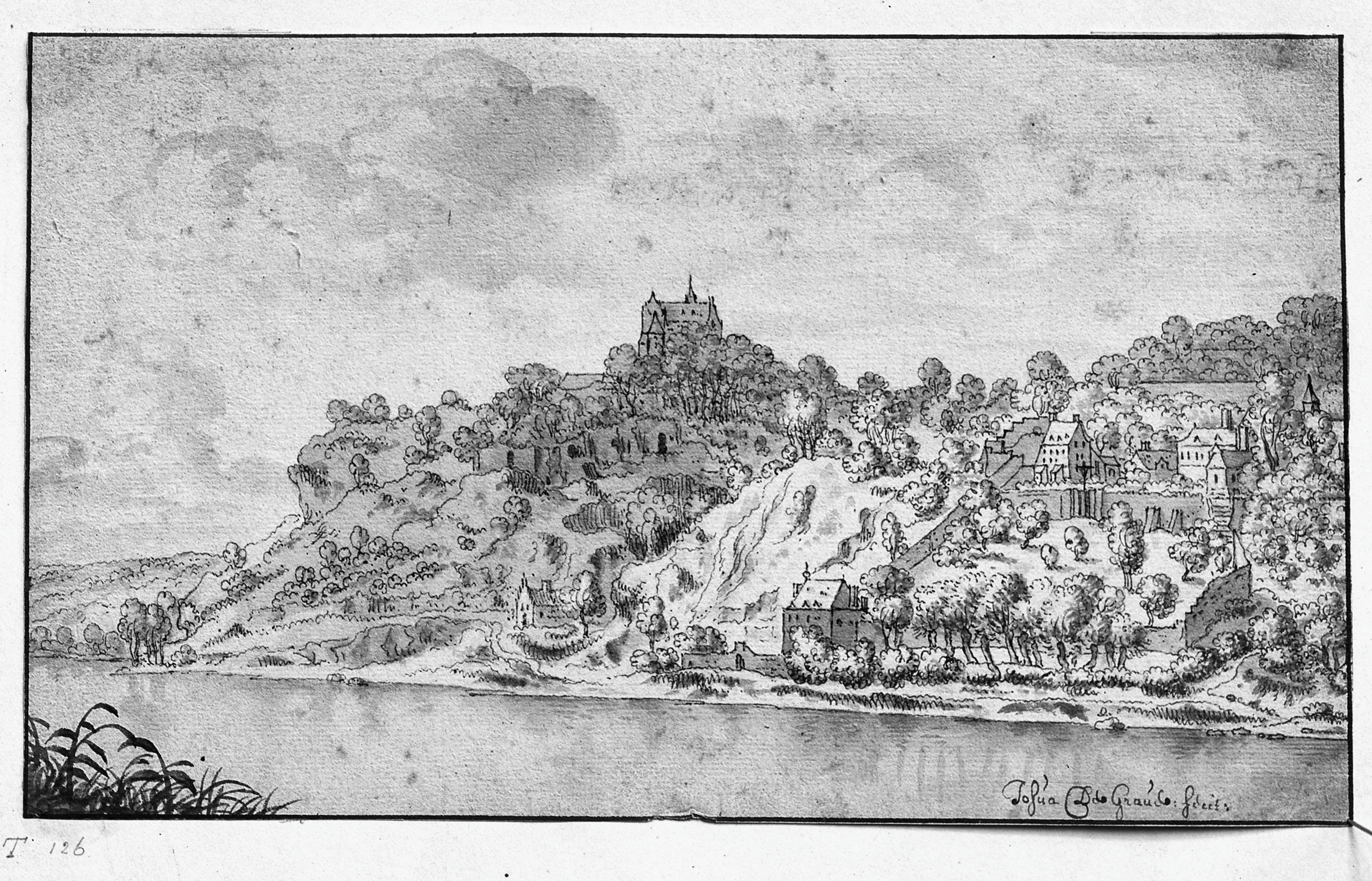
リヒテンベルフ城

包囲が失敗したため、ナイメーヘンの和約が締結されるまでマーストリヒトはフランス軍に占領されるままとなった。1676年8月末、ショーンベルク将軍は大本営をリヒテンベルフ城に設置した。しかし、フランス軍は撤退するときに城を破壊した。